# Dusona elegans
Espèce
Synonymes
- Campoplex elegans Szépligeti 1908

Dusona elegans est une espèce d'insectes hyménoptères de la famille des Ichneumonidae, de la sous-famille des Campopleginae et de la tribu des Limneriini. Elle est trouvée en Tanzanie. L'holotype se trouve au Naturhistoriska Riksmuseet, à Stockholm.